# Église Saint-Remy de Deneuvre
Pour les articles homonymes, voir Église Saint-Rémi.
L’église Saint-Rémy de Deneuvre est une église catholique située sur la commune française de Deneuvre, dans le département de Meurthe-et-Moselle, en région Grand Est.

## Histoire
Le monument est construit en 1747.
La partie instrumentale a été modifiée en 1827 par un facteur inconnu, la tuyauterie et la soufflerie ont été renouvelées par la maison Jaquot-Jeanpierre et Cie en 1886 et 1895. Puis, le positif de dos est démonté en 1923 par le facteur Voegtlé d’Épinal.
L’orgue ne bénéficie pas d’un historique connu, néanmoins, il serait l'œuvre de Jean Jodoc Vonesch selon une tradition locale.
Le clocher est classé au titre des monuments historiques par arrêté du 30 mars 1978. L’église, sauf son clocher classé est inscrite au titre des monuments historiques par arrêté du 30 mars 1978.

## Description
Un aigle bicéphale, sur le positif de dos, orne les armes de la ville de Verdun avant 1552.
Il ne subsiste que la façade du buffet constitué d'un grand corps à 3 tourelles et d'un positif à 2 tourelles.